# Dolsko, Tỉnh West Pomeranian
Dolsko [ˈdɔlskɔ] (tiếng Đức: Dölzig) là một ngôi làng thuộc khu hành chính của Gmina Moryń, thuộc quận Gryfino, West Pomeranian Voivodeship, ở phía tây bắc Ba Lan. Nó nằm khoảng 5 kilômét (3 mi) phía bắc Moryń, 40 km (25 mi) phía nam Gryfino và 60 km (37 mi) phía nam thủ đô khu vực Szczecin.
Trước năm 1945, khu vực này là một phần của Đức. Đối với lịch sử của khu vực, xem Lịch sử của Pomerania.